# Lage, Lippe
Lage là một town in the Lippe district of Nordrhein-Westfalen (German: Nordrhein-Westfalen), Đức, khoảng 8 km về phía tây bắc của Detmold. Đô thị này kết nghĩa với Horsham ở Anh quốc.